# Уж кто бы говорил
«Уж кто бы говорил» (англ. Look Who's Talking) — кинофильм, снятый в 1989 режиссёром Эми Хекерлинг. Также известен как «Кто там разговорился?», «Посмотри, кто говорит!», «Посмотри, кто там лопочет», «Смотрите, кто заговорил!», «Большая няня».

## Сюжет
Молли слегка за 30, она бухгалтер и встречается со своим женатым клиентом Альбертом, который обещает жениться на ней и бросить семью. В один прекрасный день Молли узнает, что беременна и вместе с Альбертом решает оставить ребёнка. Своим родителям и друзьям она говорит, что воспользовалась услугами донора спермы. Незадолго до родов Молли видит своего любимого в объятиях девицы-дизайнера в кабинке для переодевания в магазине. Альберт говорит ей, что он влюбился, собирается уйти от жены и жить с этой девушкой. Практически сразу после ссоры у Молли начинаются роды. Она садится в такси к Джеймсу, который отвозит её в больницу. Мало того, в больнице Джеймса принимают за отца ребёнка, и он присутствует на родах. У Молли рождается мальчик, которого она называет Майки. Через несколько дней таксист приезжает домой к Молли и привозит ей сумочку, которую она забыла у него в машине. Из-за махинаций с почтовым ящиком Молли, Джеймс соглашается быть няней для малыша. После рождения ребёнка Молли ходит на свидания и пытается найти себе мужчину, который бы стал хорошим отцом её ребёнку. А Джеймс все больше и больше времени проводит с Майки. Однажды босс Молли отправил её разобраться со счетами Альберта, и он уговорил её показать ему его ребёнка. Однако после этого визита мама Майки поняла, что у этого мужчины не может быть ничего общего с ней и с её малышом.
Молли, Джеймс и Майки поехали навестить дедушку Джеймса, который не совсем уживался в доме престарелых. Пока взрослые были заняты своими делами, малыш сбежал и забрался в машину, которую увез эвакуатор. В итоге малыша нашли стоящим посреди дороги среди машин. В конце фильма Майки говорит своё первое слово: «Папа», обращённое к Джеймсу.

## В ролях
- Джон Траволта — Джеймс Убриакко
- Кёрсти Элли — Молли Дженсен
- Джейсон Шаллер, Джаред Уотерхаус, Якоб Хайнес, Кристофер Эйдон — Майки
- Брюс Уиллис — голос Майки
- Олимпия Дукакис — Рози Дженсен
- Джордж Сигал — Альберт
- Эйб Вигода — дедушка Убриакко
- Дон С. Дейвис — доктор Флейшер
- Твинк Каплан — Рона